# 앨프리드 니어
앨프리드 오토 칼 니어(Alfred Otto Carl Nier, 1911년 5월 28일 ~ 1994년 5월 16일)는 질량분석기를 이용하여 처음으로 우라늄-235를 분리하는 데 성공한 미국의 물리학자이다.

## 경력
1939년 독일의 오토 한과 프리츠 슈트라스만이 최초의 원자핵 분열 실험에 성공하자, 덴마크의 물리학자 닐스 보어는 이 핵분열 실험이 우라늄-235를 이용한 것이라는 이론을 제시했다. 그러나 엔리코 페르미는 핵분열을 일으킬 수 있는 방사성물질은 우라늄-238이라는 반론을 제시했다. 고속 및 저속 중성자에 대한 우라늄의 핵분열 단면적을 측정해 본 일이 없는 상황에서 이를 증명하기 위한 실험이 필요했다.
우라늄-238과 우라늄-235를 분리하는 것이 실험의 시발점이었지만, 당시에는 우라늄을 분리할 수 있는 기술이 없었다. 다만, 질량분석기를 사용하는 것이 당시로서는 가장 적절한 방법이었다.
질량분석기 전문가인 미네소타 대학교의 앨프리드 니어에게 육불화우라늄이 전달됐다. 이 화합물은 휘발성이 강하여 진공장치 속에서 곧바로 휘발하였고, 주변을 오염시켜 분리가 불가능했다. 이후 휘발성이 약한 우라늄의 사염화물과 사취화물을 사용해보았다. 질량분석기를 사용하여 흔적만 남은 분리된 시료를 니켈판에 발라 컬럼비아 대학에서 사이클로트론 연구를 하던 존 더닝에게 보냈다.
사이클로트론에서는 알파입자의 에너지와 입자수를 조절할 수 있어 천연방사성 알파입자원을 사용하는 것에 비해 분명한 실험을 할 수 있었고, 중성자를 감속시키지 않고 바로 우라늄-235에 때려주면 고속중성자에 의한 핵분열이 일어날 수 있었다.
우라늄-235 시료를 받은 컬럼비아 대학팀은 곧 실험에 착수하였고, 저속중성자에 의해 핵분열을 일으키는 동위원소는 우라늄-235이라는 것이 확인되었다. 보어의 이론이 타당한 것이었다. 특히 우라늄의 연쇄반응을 실행하려면 대규모의 우라늄 동위원소 분리장치가 필요하다는 사실도 알게 되었다. 이러한 동위원소 분리 기술은 맨해튼 프로젝트 기간 중 우라늄-235를 대량 생산하는 데 적용되었고, 이 과정에서 니어는 큰 공헌을 하게 된다.
니어의 질량분석기는 방사성물질의 누설을 탐지하는 장치로도 활용되었다. 우라늄-235의 생산을 담당하는 기체확산공장에서 육불화우라늄 기체를 담은 파이프의 방사능 누설 여부를 탐지할 때 질량분석기가 이용되었다.
니어는 이후에도 질량분석방법에 의한 새로운 동위원소의 발견에 기여하였다. 특히 자연계에 존재하는 세 가지 방사성동위원소 계열을 추적함으로써 각 계열 속의 수명이 짧은 동위원소들의 양을 정확히 측정할 수 있었고, 이로써 암석의 연대측정을 가능하게 하였다.